# يا مجنون (ألبوم)
يا مجنون، ألبوم للفنانة السورية أصالة نصري صدر في عام 1999.

## قائمة الأغاني
- اعتذار  - 9:36
- كل الناس  - 8:15
- ما قولتليش  - 7:36
- إتهاماتك  - 6:43
- يابا  - 5:08
- يا مجنون  - 4:31
- حكاية  - 3:49
- ده قلبي ده  - 3:29